# Alfonso Beretta
Alfonso Beretta PIME (* 26. Dezember 1911 in Brugherio, Lombardei, Italien; † 23. Mai 1998) war Bischof von Warangal.

## Leben
Alfonso Beretta trat der Ordensgemeinschaft des Päpstlichen Instituts für die auswärtigen Missionen bei und empfing am 22. September 1934 das Sakrament der Priesterweihe.
Am 23. Dezember 1950 ernannte ihn Papst Pius XII. zum Bischof von Hyderabad. Der Erzbischof von San Mailand, Alfredo Ildefonso Kardinal Schuster OSB, spendete ihm am 8. April 1951 die Bischofsweihe; Mitkonsekratoren waren der Generalsuperior des Päpstlichen Instituts für die auswärtigen Missionen, Erzbischof Lorenzo Maria Balconi PIME, und der Weihbischof in Mailand, Domenico Bernareggi. Am 8. Januar 1953 ernannte ihn Pius XII. zum ersten Bischof von Warangal.
Am 30. November 1985 nahm Papst Johannes Paul II. das von Alfonso Beretta aus Altersgründen vorgebrachte Rücktrittsgesuch an.
Alfonso Beretta nahm an allen vier Sitzungsperioden des Zweiten Vatikanischen Konzils teil.